# Берта фон Зуттнер
Беаронеса Берта Софія Фелісіта фон Зуттнер (нім. Bertha Sophia Felicita Baronin von Suttner, 9 червня 1843, Прага — 21 червня 1914, Відень) — австрійська новелістка, радикальна пацифістка та перша жінка-лауреатка Нобелівської премії миру.

## Біографія
Австрійська письменниця і пацифістка Б. Зуттнер народилася 9 червня 1843 р. у Празі в родині австрійського фельдмаршала графа Франса Йозефа Кінски фон Шинік унд Теттау, який помер незадовго до народження дочки. Берта одержала аристократичну освіту, досконало володіла англійською, французькою й італійською мовами, була знайома з багатьма впливовими особами в Парижі, Відні, Венеції.
Після невдалої спроби стати професійною співачкою Берта йде гувернанткою до будинку австрійського барона фон Зуттнера у Відні. Через кілька років Берта одружується з одним з його синів — Артуром. Через те що шлюб був здійснений таємно від батьків, Берта й Артур їдуть до Росії, де на 9 років оселяються на Кавказі.
1877 р. починається війна між Росією і Туреччиною. Артур фон Зуттнер дає свої репортажі з театру воєнних дій. Популярність чоловіка надихає взятися за перо і Берту. Подружжя в співавторстві публікують оповідання, статті і чотири романи.
1885 р. Зуттнери повертаються до Відня, де Берта в художніх творах продовжує відображати свої політичні і суспільні погляди. Основний мотив її творів — демократичний устрій суспільства, ідеї інтернаціоналізму і миру. 1886–1887 рр. Зуттнери живуть у Парижі, приділяють велику увагу діяльності Асоціації миру та міжнародного арбітражу, що була утворена для мобілізації суспільної підтримки Міжнародного суду, створеного задля мирного вирішення міжнародних конфліктів. Відгукуючися на нові ідеї, Берта Зуттнер пише книжку «Епоха машин», де виступає з різкою критикою націоналізму і мілітаризму.
1889 р. виходить друком перший роман Берти фон Зуттнер «Геть зброю!» («Die Waffen nieder!»), який приносить письменниці всесвітнє визнання. Величезна популярність роману дозволяє Б. Зуттнер встановити прямі контакти з багатьма європейськими групами борців за мир. 1891 р. Зуттнер бере участь у Римському конгресі миролюбних сил, створює Австрійське товариство миру, а 1892 р. стає членом-засновником Бернського бюро миру — організації, що координує діяльність пацифістського руху в багатьох країнах Європи, і протягом 20 років є віце-президентом цієї міжнародної структури.
Після смерті чоловіка 1902 р. Б. Зуттнер продовжує активну пацифістську діяльність, здійснює турне миру по США і Німеччині, сприяє створенню Комітету англо-німецької дружби. 1905 р. Берта фон Зуттнер одержує Нобелівську премію Миру «за зусилля, що сприяють досягненню миру в Європі». Після одержання Нобелівської премії Зуттнер пише роман про проблеми миру і жіночого руху «Помисли людства». За беззавітну відданість справі миру Б. Зуттнер була визнана гідною високого звання Почесного президента Міжнародного бюро миру в Берні.
Відмовившись від операції з приводу злоякісної пухлини, Б. Зуттнер померла 21 червня 1914 р., лише за півтора місяця до початку Першої світової війни.

## Пам'ять
У 2014 виходить стрічка «Мадам Нобель» про життя Берти Кінскі та її відносини з Альфредом Нобелем і Артуром фон Зуттнером. Роль Берти виконала Біргіт Мініхмайр.